# Dehu
Dehu är en ort i Indien.   Den ligger i distriktet Pune och delstaten Maharashtra, i den sydvästra delen av landet, 1 200 km söder om huvudstaden New Delhi. Dehu ligger 585 meter över havet och antalet invånare är 5 604.
Terrängen runt Dehu är platt. Runt Dehu är det mycket tätbefolkat, med 1 095 invånare per kvadratkilometer. Närmaste större samhälle är Pimpri-Chinchwad, 11,8 km söder om Dehu. Trakten runt Dehu består till största delen av jordbruksmark.